# Zypper
Zypper – natywny interfejs wiersza poleceń menedżera pakietów ZYpp, umożliwiający instalację, aktualizację i odpytywanie lokalnych i zdalnych repozytoriów. Jego odpowiednikiem jest moduł graficzny menadżer pakietów YaST.
Jest używany w openSUSE od wersji 10.2 beta1. W openSUSE 11.1 Zypper osiągnął wersję 1.0. W dniu 2 czerwca 2009 roku dystrybucja Ark Linux jako pierwsza ogłosiła, że wybrała menadżer pakietów ZYpp, aby zastąpić przestarzałe narzędzie apt-rpm. Zypper jest również wykorzystywany w MeeGo OS i Tizen Sailfish – mobilnych dystrybucjach Linuksa. Dzięki wykorzystaniu solvera rozwiązującego problem spełnialności, Zypper potrafi rozwiązywać zależności pomiędzy pakietami. Do zarządzania oprogramowaniem można wykorzystać wzorce.

## Przykładowe polecenia
Instalacja pakietu:

zypper install nazwa_pakietu
Usunięcie pakietu:

zypper remove nazwa_pakietu
Dodanie repozytorium:

zypper addrepo adres_URI_repozytorium